# Grillo (druva)

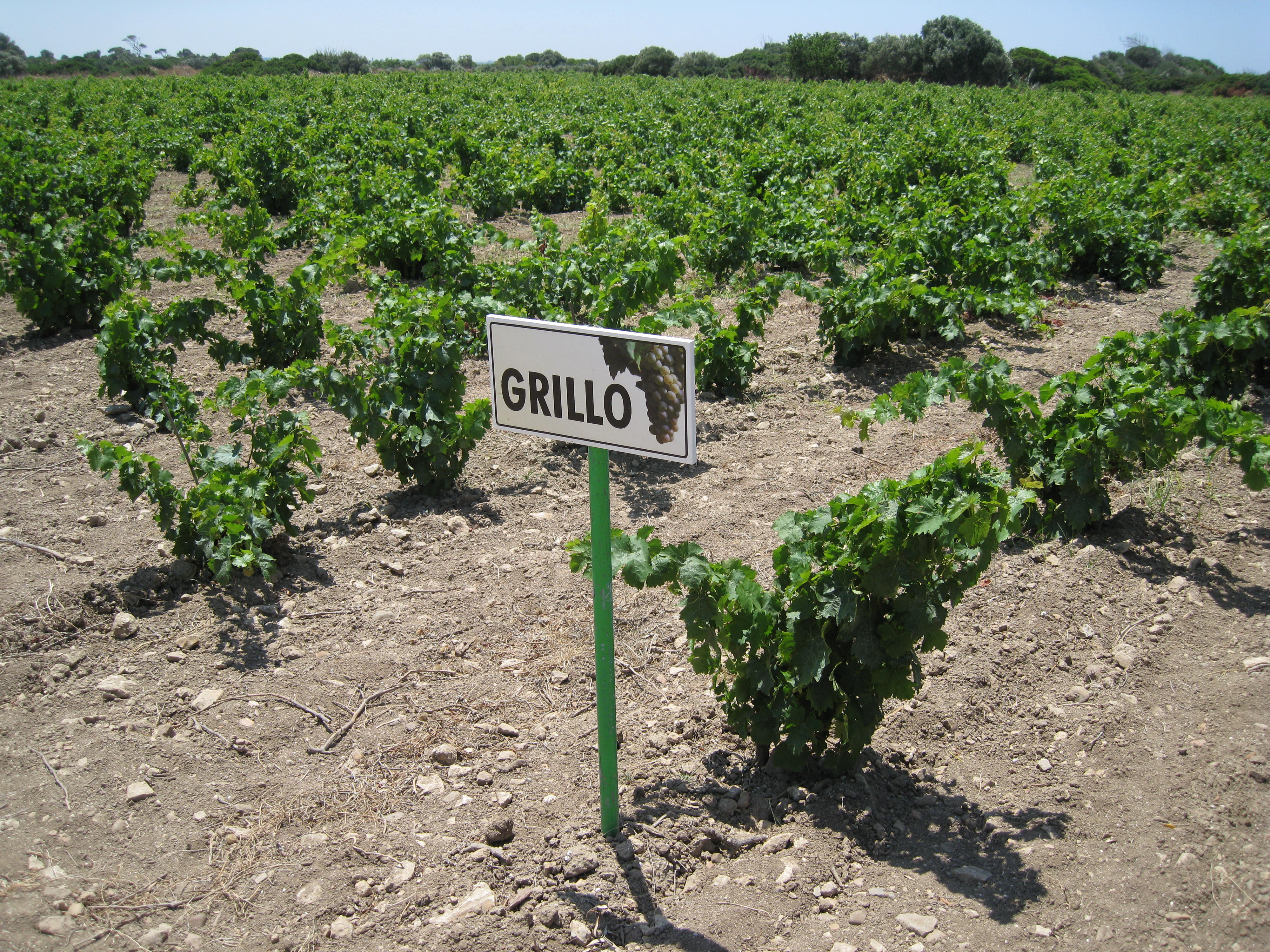
Grillodruvor på ön Mozia.

Grillo eller Riddu är en grön  vindruva som är tålig mot höga temperaturer och främst används inom vintillverkning på Sicilien. Ursprunget är oklart, men den kan ha importerats till Sicilien från Apulien. Idag planteras vindruvan över hela Sicilien och på de Eoliska öarna.